# Marcellin Charles Marty
Marcellin-Charles Marty, né le 22 août 1862 à Vabre-de-Rieupeyroux dans l'Aveyron et mort le 5 août 1924 à Alzon, est un prélat français des XIXe siècle et XXe siècle, évêque de Nîmes et précédemment évêque titulaire d'Isinda (de).